# Театр «Смешен Петък»

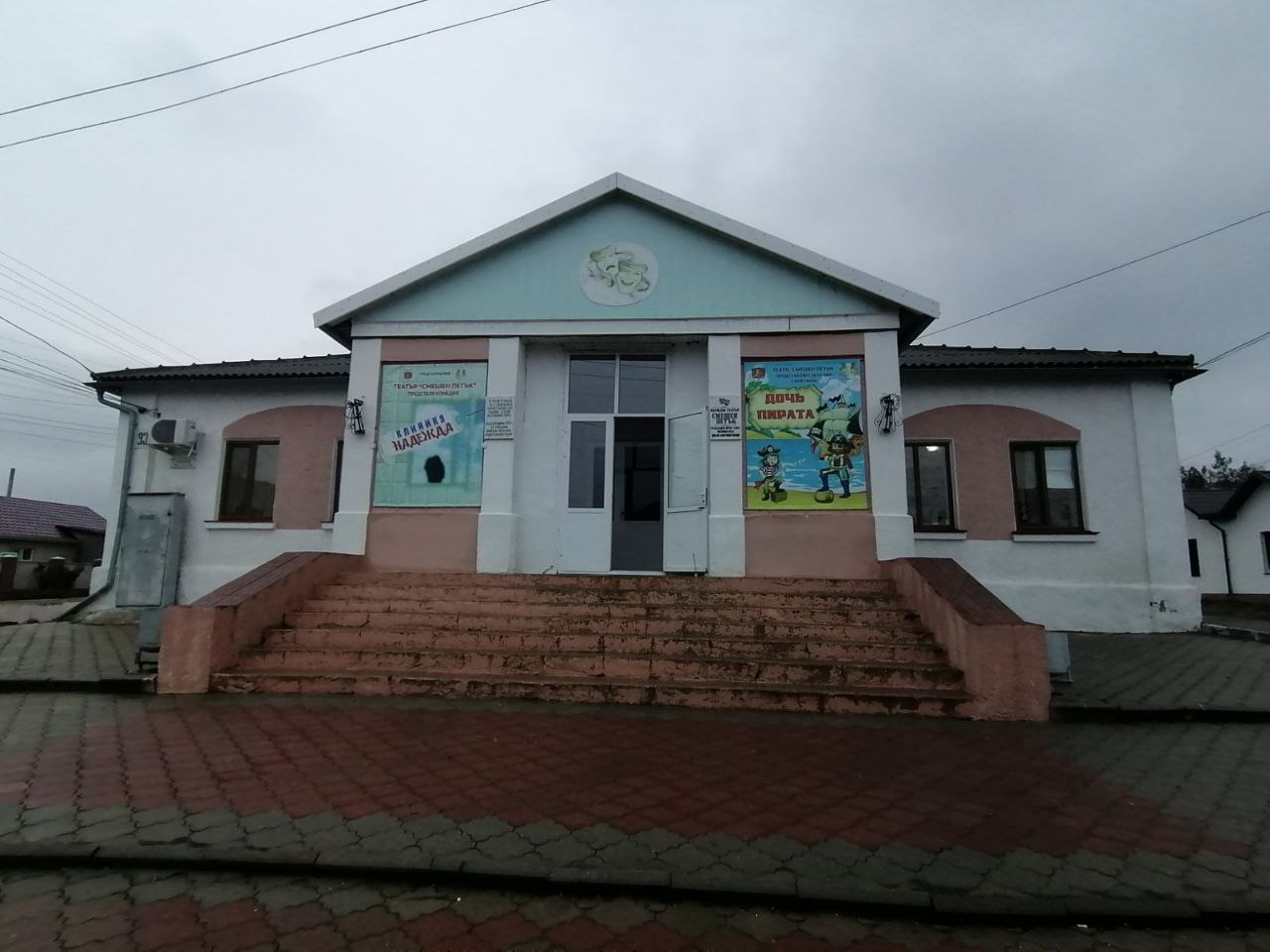
Театр Смешен Петък

Театр «Смешен Петък» - единственный болгарский театр в Республике Молдова который расположен в г. Тараклия (Молдова) и  является достопримечательностью города и культурным центром развития и сохранения фольклора, обычаев и традиций бессарабских болгар.

## История
История театра бессарабских болгар берет своё начало в конце XX в. Идея создания возникла у Ивана Боримечкова, Валентина Дмитриева, Григор Степана и др. Они были вдохновлены идеей сохранить и передать следующим поколениям обычаи и традиции бессарабских болгар. Театру дали имя «Смешен Петък». Дата основания 8 ноября 1981 года. Сразу после создания начались репетиции, а 7 декабря 1981 года состоялась премьера. Театр поставил комедию «Доклад скарфичка» авторства Б. Априлова и Х. Бенадова. Премьера прошла успешно. В 1988 году театру «Смешен Петък» было присвоено звание народного.

## Деятельность театра

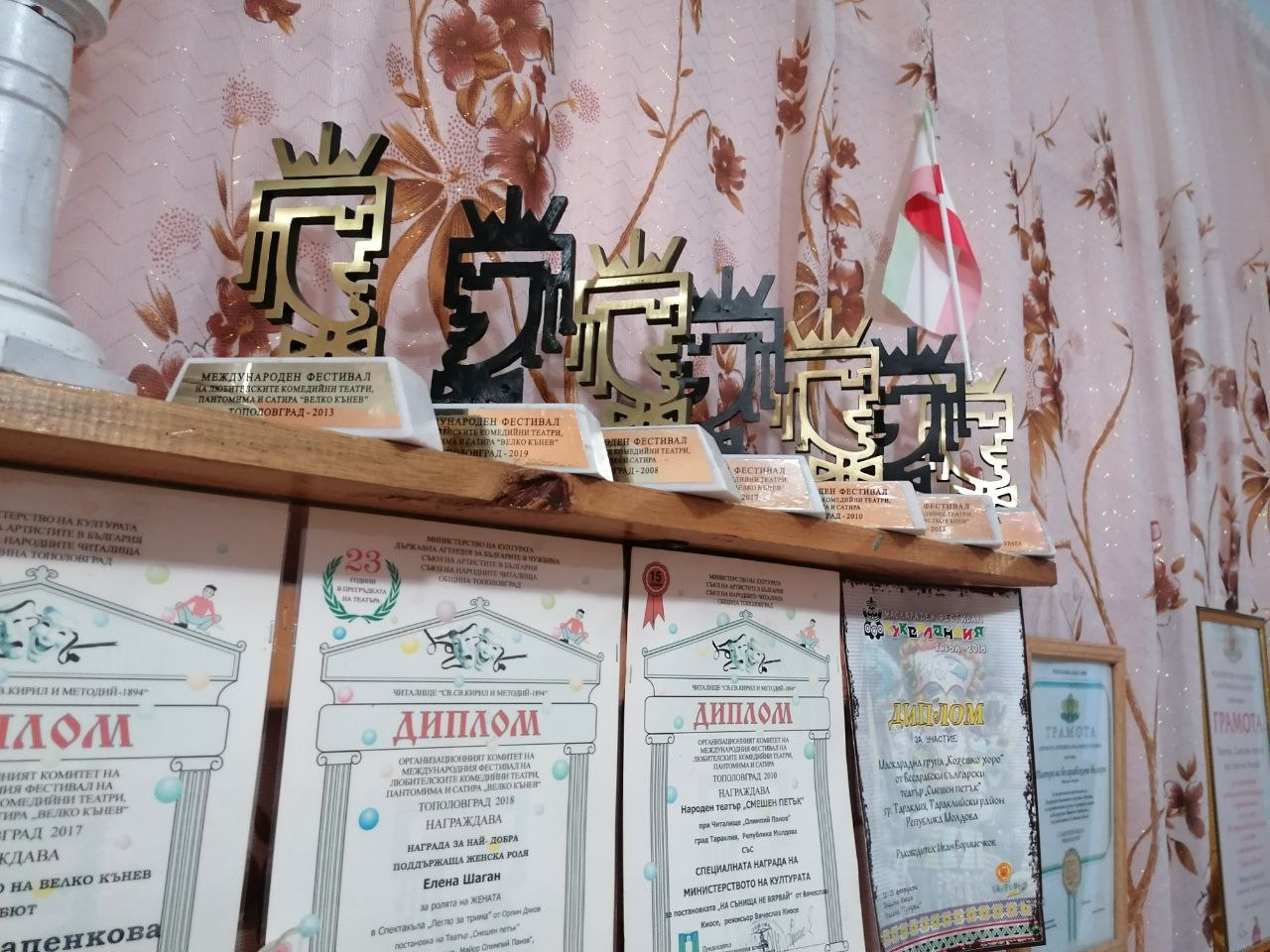
Награды за участие в международных фестивале любительских комедийных театров

В 1982 году актерская труппа театра приняла участие в Республиканском театральном фестивале любительских коллективов г. Чимишлия (Молдова) и был награжден дипломом III степени Министерства культуры МССР. В 1988 году театру «Смешен Петък» было присвоено звание « Народный» Министерством культура МССР. С 2004 года художественным руководителем театра становится Вячеслав Киосе, который поставил на сцене ряд постановок среди которых два авторских спектакля «Обич без пари» и «На сънища не вярвай». Этот спектакль получил специальную награду Международного театрального спектакля в г. Тополовград (Болгария). К 30-летнему юбилею в 2011 году была поставлена пьеса «Невероятное чудо» авторства Георгия Шивачева. В 2019 году исполняющим обязанности директора театра стал Пасларь Сергей Дмитриевич и является им до сих пор. За свою историю театр «Смешен петък» был удостоен множества наград:
- В 2006 году награждён медалью имени Ивана Вазова за возрождение болгарской культуры в Молдове.

- В 2011 году получил медаль «Симеон Велики» от Министерства Культуры Болгарии.

- В 2015 награжден Почетным Знаком города Сливница, Болгария.

- В 2016 удостоен медали «Паисий Хилендарски», Болгария

На протяжение многих лет существования театра, он неоднократно принимал участие в различных фестивалях, конкурсах и других театральных событиях:
- Международный театральный фестиваль комедии, пантомимы и сатиры «Велко Кынев», Тополовград, Республика Болгария, где театр не однократно получал награды от Министерства культуры республики Болгарии, и занимал призовые места.
- Европейский театральный фестиваль. г. Сливница‚ Республика Болгария.
- Театральный фестиваль Гагаузии «Свободная сцена» АТО Гагаузия, Республика Молдова.
- Маскарадный фестиваль — «Сурва», Республика Болгария г. Перник.
- Маскарадный фестиваль — «Кукерландия» Республика Болгария, г. Ямбол
- Маскарадный фестиваль «Песпонеделник», Республика Болгария, г. Широка Лъка

Театр «Смешен петьк» - это единственный болгарский театр на территории Республики Молдова, который ставит спектакли по пьесам болгарских, русских, зарубежных драматургов, а также по пьесам местных авторов.

## Значение

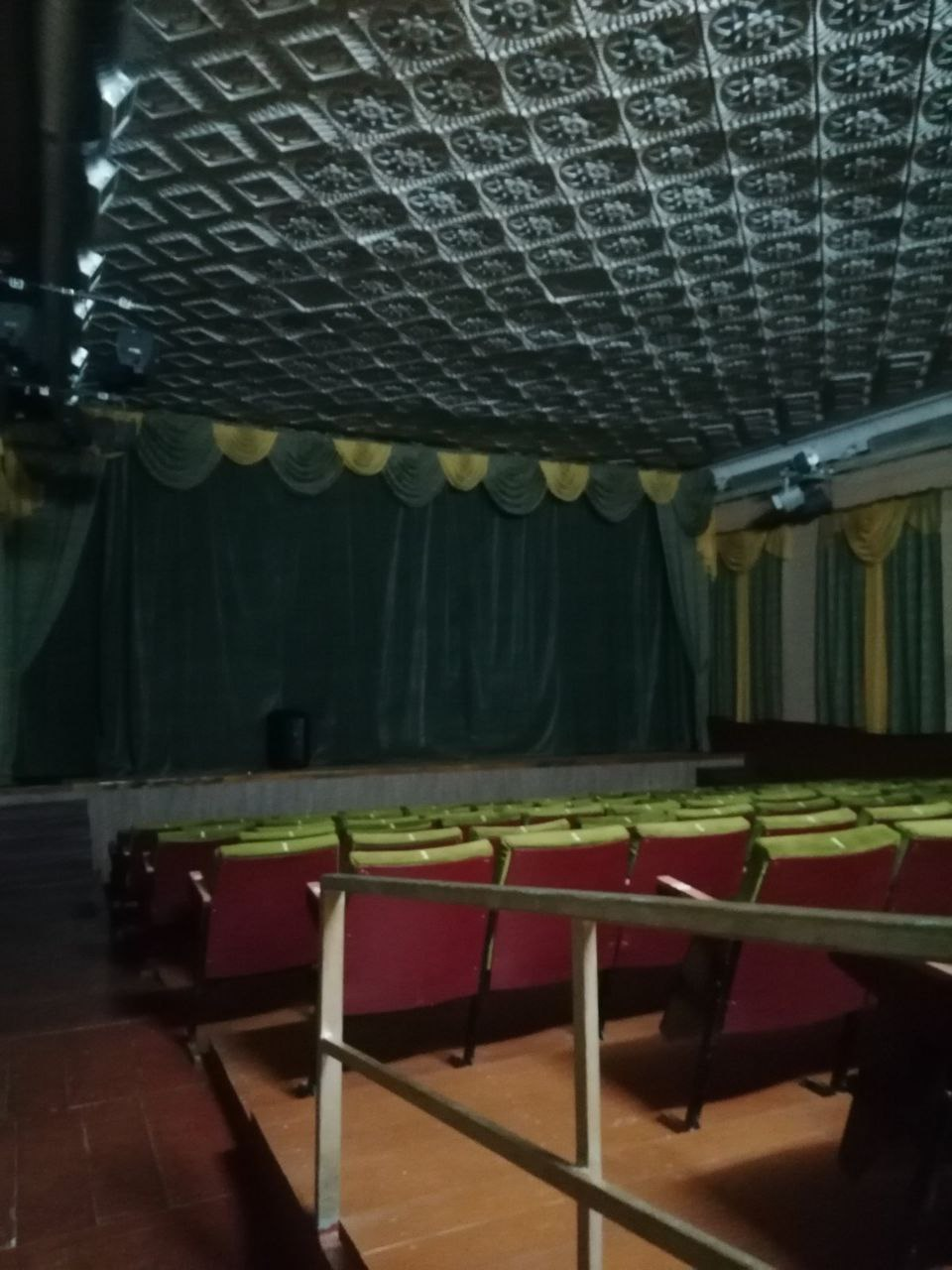
Сцена и зал театра Смешен Петък

«Театр ставит спектакли по пьесам болгарских, русских, зарубежных драматургов, а также по пьесам местных авторов. Преимущественно спектакли ставятся на болгарском языке и по мотивам произведений болгарских писателей, что представляет большую ценность для культуры бессарабских болгар и Тараклийского района. В постановках представляют национальные обычаи и традиции, костюмы, песни, танцы и устное народное творчество, что способствует росту национального самосознания болгар за пределами исторической родины. Изначально, основой репертуара была только комедия, с годами же репертуар театра увеличился, и мы с вами можем наблюдать талантливую игру актеров еще и в других жанрах, таких как трагедия, драма, а также детские спектакли и интерактивы.